# Kepler-127c
Kepler-127c és un planeta extrasolar que forma part d'un sistema planetari format per almenys tres planetes. Orbita l'estrella denominada Kepler-127. Va ser descobert l'any 2014 per la sonda Kepler per mitjà de trànsit astronòmic.